# Alte Valli Anzasca, Antrona e Bognanco
Alte Valli Anzasca, Antrona e Bognanco è una zona di protezione speciale della rete Natura 2000 situata nella provincia del Verbano-Cusio-Ossola, nel Piemonte orientale, istituita nel 2006.
L'area si estende su una superficie di 21 574 ha e comprende quasi interamente la Valle Antrona, buona parte della Val Bognanco e il versante sinistro della Valle Anzasca. L'altitudine minima è di circa 800 m s.l.m., mentre il punto più elevato, a 3 656 m s.l.m., è il Pizzo d'Andolla, al confine con la Svizzera.

## Flora
Circa il 40% della superficie è coperto da boschi, costituiti prevalentemente da lariceti, faggete e da abetine e peccete. A quote più elevate si trovano praterie e zone rocciose. Sono marginali le aree di pascolo, attività che nel corso del tempo si è fortemente ridotta consentendo a cespuglieti e arbusteti di ricolonizzare i prati.

## Fauna
Questa ZPS è un importante sito riproduttivo per diverse specie di uccelli. Tra questi la coturnice (Alectoris graeca saxatilis), il gallo forcello (Tetrao tetrix tetrix), la pernice bianca (Lagopus mutus helveticus) e il francolino di monte (Bonasa bonasia). In tutto si contano 80 specie di uccelli, quasi tutte nidificanti nella ZPS. SOno presenti alcuni esemplari di aquila reale (Aquila chrysaetos), nel 2017 contate in due coppie, i cui luoghi di nidificazione sono tenuti confidenziali per evitare elementi di disturbo.
Sono numerose le specie di invertebrati, tra cui l'erebia dei ghiacciai (Erebia christi), lepidottero endemico della Val d'Ossola.